# 불가리아 총리

불가리아의 국장

불가리아 총리(불가리아어: Министър-председател)는 불가리아의 정부 수반이다. 그들은 불가리아 회의로 알려진 국민의회의 정치적 연합의 지도자이자 내각의 지도자이다. 총리는 불가리아의 대통령에 의해 임명되기도 한다.
현재 로센 젤랴스코프가 2025년 1월부터 불가리아의 총리직을 수행중이다.

## 같이 보기
- 불가리아의 역사
- 불가리아의 군주